# Нижньобурлуцький сільський округ
Нижньобурлу́кський сільський округ (каз. Төменгі бұрлық ауылдық округі, рос. Нижнебурлукский сельский округ) — адміністративна одиниця у складі Айиртауського району Північноказахстанської області Казахстану. Адміністративний центр — село Нижній Бурлук.
Населення — 717 осіб (2021; 1505 у 2009, 1625 у 1999, 1983 у 1989).
Станом на 1989 рік існували Нижньобурлуцька сільська рада (села Алтинбулак, Нижній Бурлук, Якшиянгістау) Арикбалицького району. Станом на 1999 рік до складу округу також входила територія колишньої Куспецької сільської ради, до 2009 року окрім села Куспек передано до складу Константиновського сільського округу. Станом на 2009 рік у складі округу перебувало лише село Куспек колишньої Куспецької сільради, яке пізніше також було передано до складу Константиновського сільського округу. 2019 року було ліквідоване село Алтинбулак.

## Склад
До складу округу входять такі населені пункти:
| Населений пункт       | Старі назви  | Населення, осіб (1989) | Населення, осіб (1999) | Населення, осіб (2009) | Населення, осіб (2021) |
| --------------------- | ------------ | ---------------------- | ---------------------- | ---------------------- | ---------------------- |
| Нижній Бурлук, село   | -            | 1258                   | 1029                   | 1071                   | 584                    |
| --Алтинбулак, село    | -            | 175                    | 112                    | 37                     | 1                      |
| Жакси-Жалгизтау, село | Якшиянгістау | 550                    | 484                    | 397                    | 132                    |